# Nagore Osoro
Nagore Osoro Larrañaga (Ondárroa, Vizcaya, 18 de marzo de 1994) es una patrona y entrenadora de remo en traineras.

## Biografía
Se inició en el Club de Remo Ondárroa y en 2010 fue como patrona en el Club de Remo Aita Mari. En 2019 inició un nuevo proyecto en el Club de Remo Ondárroa, trabajando como entrenadora y patrona. Ha ganado una Bandera de la Concha Femenina en 2013 y dos ligas Euskotren.
En 2019 participó en el programa de la televisión pública vasca (ETB) El conquistador del fin del mundo como capitana de uno de los equipos.

## Equipos deportivos

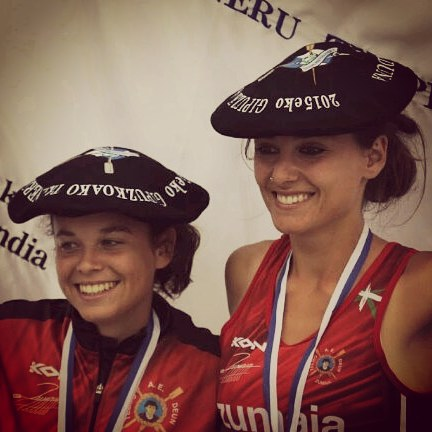
Nagore Osoro y June Aranbarri, campeonas del Campeonato de Guipúzcoa de Traineras.

| Equipo                 | Periodo       |
| ---------------------- | ------------- |
| Club de Remo Ondárroa  | 2006-2009     |
| Club de Remo Aita Mari | 2010-2015     |
| Club de Remo Ondárroa  | 2019-presente |

## Palmarés
- Bandera de la Concha Femenina (1): 2013.
- Campeonato del País Vasco de Traineras (2): 2013 y 2015.
- Campeonato de Guipúzcoa de Traineras (2): 2013 y 2015.
- Liga ACT femenina (2): 2012 y 2013.
- Liga Guipuzcoana de Traineras (3): 2012, 2013 y 2015.
- Bandera de Zarauz (2): 2012 y 2013.
- Bandera de Chingudi (1): 2012.